# 花はここに咲いています
『「花はここに咲いています」』（はなはここにさいています）は渋沢葉の2枚目のミニ・アルバム。2012年11月21日にビクターエンタテインメントのGetting Betterレーベルから発売された。

## 概要
前回のアルバム同様、収録された全6曲の作詞・作曲をすべて渋沢葉本人が手掛けた。プロデューサーにも前作に引き続き土屋昌巳が起用され、それに加えて新たにいしわたり淳治がプロデュースで参加している。リード曲「ダーリン」が11月7日からiTunesで先行配信された。同楽曲は2012年11月期スペースシャワーTVPOWER PUSH!収録曲。

## 収録曲
| 全作詞・作曲: 渋沢葉。 |                                 |        |            |                |      |
| #                      | タイトル                        | 作詞   | 作曲・編曲 | プロデュース   | 時間 |
| 1.                     | 「破壊BOSSジャム聖飢魔Ⅱメイク」 | 渋沢葉 | 渋沢葉     | いしわたり淳治 | 6:00 |
| 2.                     | 「ARE YOU PANPI?」              | 渋沢葉 | 渋沢葉     | いしわたり淳治 | 4:06 |
| 3.                     | 「ダーリン」                    | 渋沢葉 | 渋沢葉     | いしわたり淳治 | 3:51 |
| 4.                     | 「ダメゼッタイ」                | 渋沢葉 | 渋沢葉     | 土屋昌巳       | 3:21 |
| 5.                     | 「祈り」                        | 渋沢葉 | 渋沢葉     | いしわたり淳治 | 5:28 |
| 6.                     | 「悪魔再生」                    | 渋沢葉 | 渋沢葉     | いしわたり淳治 | 3:33 |